# الإنسان والعمران واللسان: رسالة في تدهور الأنساق في المدينة العربية
الإنسان والعمران واللسان: رسالة في تدهور الأنساق في المدينة العربية، هو كتاب من تأليف الباحث المغربي إدريس مقبول يتكون من قسمين وسبعة فصول، صدر عن المركز العربي للأبحاث ودراسة السياسات سنة 2020. يُقدّم مقبول في هذا الكتاب قراءة جديدة للمدينة العربية، محدّدًا العلاقة القائمة بين العمراني واللساني والاجتماعي، حيث يُنبّه إلى أثر التمدن على الكائن، بوصفه خروجا للإنسان من العشيرة ودخولا إلى المجتمع والمدينة وفق شروطها الصارمة، خاصة في ظل عدم الانسجام الظاهر في الهوية الإنسانية عنفا واستبعادا وميزا حضريا، وعلى مستوى الهوية العمرانية تلوثا بصريا وتشوهات مجالية، وعلى مستوى الهوية اللسانية اغترابا وتفككا لغويا واضطرابا تواصليا.

## محتوى الكتاب
يقع الكتاب في 224 صفحة من القطع المتوسط، ويتكون من قسمين يضمَّان سبعة فصول:
- القسم الأول: من سيميولوجيا التدفق إلى سوسيولوجيا العزلة
  - الفصل الأول: المدينة وتدفق العلامات
  - الفصل الثاني: هوية الفضاء ودينامية الرمز
  - الفصل الثالث: آلة المشاعر السوداء
  - الفصل الرابع: إنسان معزول وسط الزحام
- القسم الثاني: من علم نفس العمران إلى الاقتصاد السياسي للسان
  - الفصل الخامس: انسدادات وتحولات
  - الفصل السادس: أطر السيطرة الرمزية وهوامش المقاومة الصاعدة
  - الفصل السابع: تراجيديات العنف الحضري والتلوث السائل
- خاتمة: استعادة الأمل.

## اقتباسات:
“جعل المدن الحديثة فضاءات قابلة للعيش في ظل أمراض المدينة التي يفرزها بشكل تلقائي تأزم الأوضاع داخلها”(ص37).
“سلسلة من الأعراض التي تنتج من الأيديولوجيا الحضرية للنخبة التكنوقراطية التي تخطط المدينة في حدود التقني الهندسي، مقطوعًا على الإنساني والتاريخي والروحي” (ص 39).

"معلنة الفقر الإنساني وعلامات التصحر اللساني، وهما من أعراض مرض التمدن” (ص 52).“الكينونة المضغوطة في المجال الحضري وضع استثنائي مليء بالإثارات والإحباطات، ويولد معه وضع دائري تتلاشى فيه نقطة البداية ونقطة النهاية لتصنع شكلًا حلزونيًا من متلازمة الألم الداخلي المنتج للحقد الخارجي […] والحقد الداخلي المنتج للألم الخارجي” (ص 71).

## أسلوب الكتاب
يتسم كتاب الإنسان والعمران واللسان: رسالة في تدهور الأنساق في المدينة العربية بأسلوب فكري نقدي يجمع بين التحليل السوسيولوجي واللساني والسيميولوجي، حيث يوظف إدريس مقبول لغة تأملية ثرية بالمفاهيم والمجازات، ويعتمد تركيبة معرفية عابرة للتخصصات بهدف تفكيك مظاهر التدهور في المدينة العربية الحديثة. يتميز النص بنبرة نقدية جريئة تُبرز مشاعر الاغتراب والعزلة داخل الفضاء الحضري، ويستعين الكاتب بمفاهيم ونظريات غربية لدعم تحليله، مثل أعمال جان بودريار وإدوارد هول، مما يمنح الكتاب بُعدًا عالميًا رغم انغماسه في السياق المحلي. وتُضفي الصور البلاغية والأسلوب الإنشائي الطابع الأدبي على الخطاب، خاصة في وصف الأزمات النفسية والرمزية التي تحاصر الإنسان في المدينة، ليخلص الكاتب إلى دعوة تأملية لإعادة بناء المدينة وفق تصور إنساني وثقافي يستند إلى الذات العربية.

## تأثير الكتاب
أحدث كتاب الإنسان والعمران واللسان: رسالة في تدهور الأنساق في المدينة العربية تأثيرًا ملحوظًا في الأوساط الفكرية والأكاديمية العربية، إذ اعتُبر مساهمة نوعية في نقد النموذج العمراني الحديث وتحليل التحولات الاجتماعية واللسانية في المدن العربية. وقد أثار الكتاب نقاشًا واسعًا حول مفاهيم التمدن والاغتراب والعنف الرمزي، ولاقى اهتمامًا من الباحثين في مجالات علم الاجتماع الحضري واللسانيات الاجتماعية، كما استُعرض في ندوات ومراجعات متعددة، واعتُمد مرجعًا في دراسات حضرية ونقدية. ونظرًا لطرحه الجريء ولغته التحليلية، نال الكتاب جائزة المغرب للكتاب في فرع العلوم الاجتماعية سنة 2021، مما عزز مكانته كمرجع فكري في دراسة المدينة العربية المعاصرة

## قال النقاد:
نور الدين لشهب: «الكتاب ...عبارة عن قراءة عابرة لعدد من التخصصات المعرفية، حيث جمعت الفلسفة إلى جانب السيميولوجيا  وعلم اجتماع المدينة ثم علم نفس العمران والتاريخ والهندسة»
بلال البازي: «يحلّل الكتاب أمراض المدينة العربية، معتبرًا أنها تمرّ بوضع غير صحي وتحتاج إلى تنظيم، ومؤكدًا أن قدرتنا على تنظيم كينونتنا المعنوية والرمزية مرتبطة بتنظيم وجهها المادي والعمراني.».
«في ختام عمله، يتشبث الكاتب إدريس مقبول بالأمل في إعادة تنظيم مدننا العربية وفق معايير واضحة، وينبّه إلى ضرورة تجنب الاستسلام لإغراءات التقليد. ولإحداث تغيير دائم، يجب أن تكون الحلول المقدمة نابعة من مجتمعنا وأن تنمو من داخله.»

## جوائز
فاز الكتاب (مناصفة) بجائزة المغرب للكتاب لعام 2021، في قسم العلوم الاجتماعية.

## وصلات خارجية
- الإنسان والعمران واللسان: رسالة في تدهور الأنساق في المدينة العربية - عبدالرحمن عادل
- "الإنسان والعمران واللسان": قراءة في أمراض المدينة على موقع العربي الجديد